# كارولين لوكاس
كارولين لوكاس (بالإنجليزية: Caroline Lucas )‏ (و. 1960  م) هي سياسية بريطانية.

## مناصب
تولت منصب عضو برلمان المملكة المتحدة الـ57 (منذ 8 يونيو 2017)
- Leader of the Green Party of England and Wales ‏ (منذ 2 سبتمبر 2016)
- عضو برلمان المملكة المتحدة الـ56 (8 مايو 2015–3 مايو 2017)[8]
- عضو برلمان المملكة المتحدة الـ55 (6 مايو 2010–30 مارس 2015)[8]
- عضو في البرلمان الأوروبي (14 يوليو 2009–17 مايو 2010)[9]
- Leader of the Green Party of England and Wales ‏ (5 سبتمبر 2008–5 سبتمبر 2012)
- Leader of the Green Party of England and Wales [الإنجليزية]‏ (30 نوفمبر 2007–5 سبتمبر 2008)
- عضو في البرلمان الأوروبي (20 يوليو 2004–13 يوليو 2009)[9]
- Leader of the Green Party of England and Wales [الإنجليزية]‏ (2003–24 نوفمبر 2006)
- عضو في البرلمان الأوروبي (20 يوليو 1999–19 يوليو 2004).[9]

## التعليم
تعلمت في جامعة إكزتر، وتحصلت منها على دكتوراة في الفلسفة (حتى 1989)، وجامعة كانساس، وتحصلت منها على بكالوريوس في الصحافة ‏ (حتى 1987)، وجامعة إكزتر، وتحصلت منها على بكالوريوس في الفنون (حتى 1983)، وMalvern St James ‏.